# Lac de Schiffenen
Le lac de Schiffenen est un lac de barrage de Suisse.

## Situation

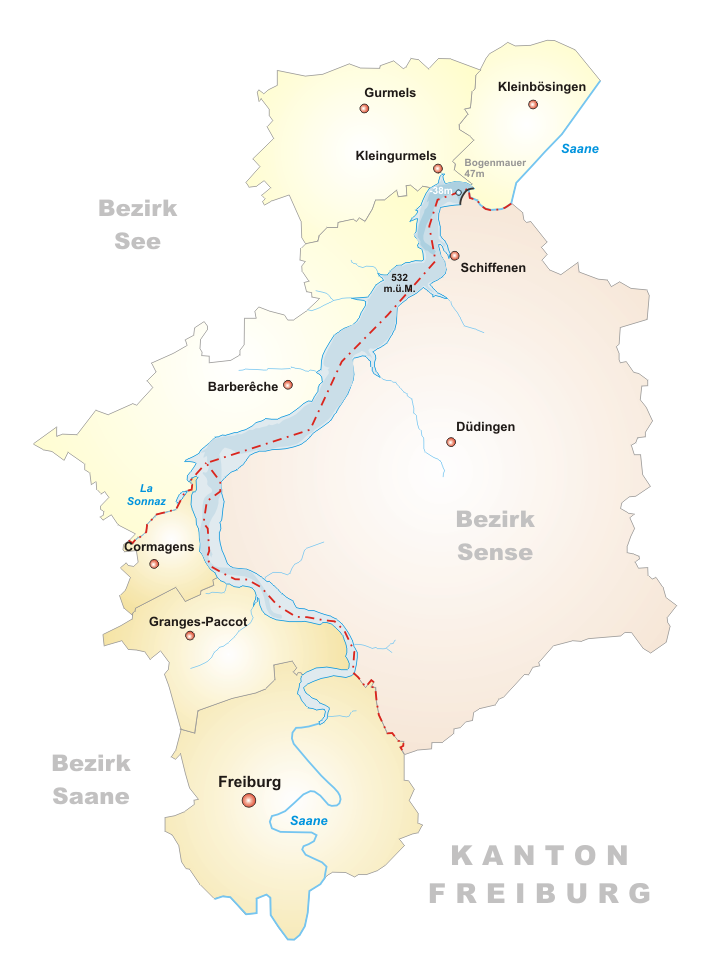
Lac de Schiffenen

Le lac de Schiffenen se trouve dans le canton de Fribourg entre les villes de Fribourg et de Laupen. C'est un lac artificiel formé à la suite de la construction du barrage,.

## Barrage
Le barrage voûte a été construit en 1963,, situé à 532 m, il mesure 47 mètres de haut avec une longueur de couronnement de 417 m. Sa superficie est de 4,25 km2 et son volume de 62 mio m3. Son bassin versant représente près de 1 400 km2.
L'énergie électrique est produite par le Groupe E (anciennement Entreprises Électriques Fribourgeoises).

Photo aérienne (1964).
Vue de l'est.
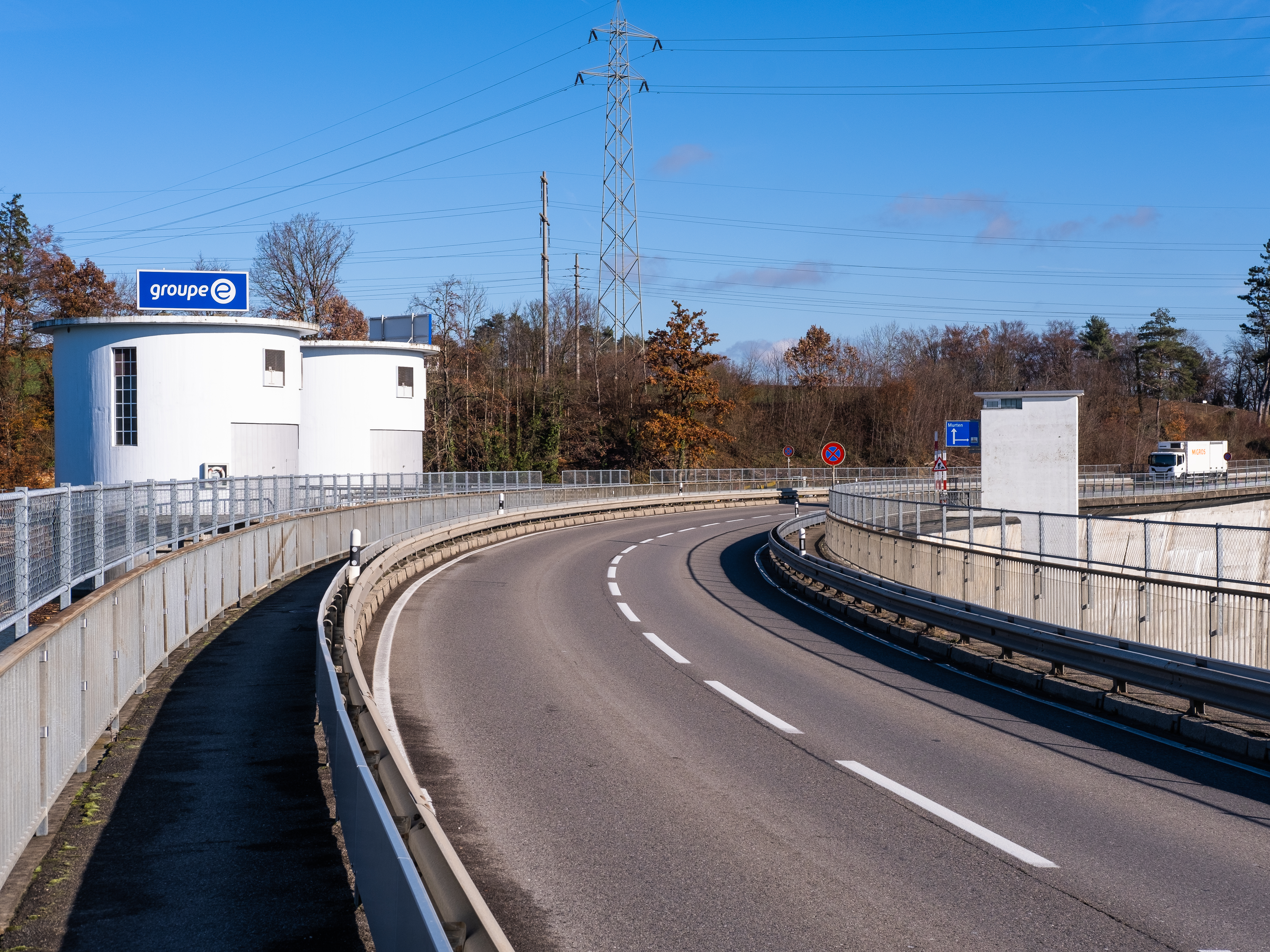
Route sur le barrage.
La Sarine à la sortie du barrage.

## Grottes de la Madeleine
Dans les falaises surplombant le lac de Schiffenen ont été sculptées les grottes de la Madeleine.